# Łańcut
Łańcut è una città polacca del distretto di Łańcut nel voivodato della Precarpazia. Ricopre una superficie di 19,43 km² e nel 2004 contava 18 045 abitanti.
La principale attrazione turistica della città è il castello di Łańcut.

## Amministrazione

### Gemellaggi
Łańcut è gemellata con:
| - Levoča in Slovacchia - Litomyšl in Repubblica Ceca - Pirano in Slovenia - Kobryn in Bielorussia - Tavira in Portogallo - Polonezköy in Turchia |  | - Uman' in Ucraina - Villejuif in Francia - Câmpulung Moldovenesc in Romania - Medgidia in Romania - Târgoviște in Romania - Castelnuovo Bormida in Italia |